# Gaj (Lipik)
Gaj falu Horvátországban Pozsega-Szlavónia megyében. Közigazgatásilag Lipikhez tartozik.

## Fekvése
Pozsegától légvonalban 52, közúton 67 km-re északnyugatra, községközpontjától légvonalban 12, közúton 13 km-re északnyugatra, Nyugat-Szlavóniában, a Gajski-patak partján fekszik. Északról Brekinska, keletről Toranj, nyugatról Antunovac, délről Brezine falvak határolják.

## Története
A régészeti leletek tanúsága szerint Gaj területén már a kőkorszakban éltek emberek. A Kutina-Dobrovac gázvezeték előkészítő földmunkálatai során a Krivajac nevű patakocskától északra emelkedő ovális magaslaton, a Jaruga nevű lelőhelyen számos cseréptöredékre bukkantak. A leleteket a szakemberek részben az újkőkorszak, részben a bronzkor, részben a középkor időszakára keltezték.
A térséget a 16. század közepén szállta meg a török. A lakosság legnagyobb része az ország biztonságosabb részeire menekült, másokat rabságba hurcoltak. Ezután ez a vidék mintegy száz évre lakatlanná vált. A török uralom után a területre a 17. század végétől folyamatosan telepítették be a keresztény lakosságot. Miután újraalakították Pozsega vármegyét területe a pakráci uradalom része lett, mely több tulajdonos után 1760-ban a vármegye főispánjának gróf daruvári Jankovich Antalnak a birtoka lett. Jankovich aki kiemelkedő szerepet játszott a vármegye fejlesztésében ide is telepített újabb jelentős számú lakosságot. Gajt 18. században telepítették be horvát katolikus családokkal, akik mellé a 19. században főként magyarok és szlovákok érkeztek. Első templomát még a 18. században építették. Plébániáját 1791-ben alapították. A mai templom 1800 és 1804 között épült fel a régi templom helyén.
Az első katonai felmérés térképén „Dorf Gay” néven találjuk. Lipszky János 1808-ban Budán kiadott repertóriumában „Gaj vel. Gay” néven szerepel. Nagy Lajos 1829-ben kiadott művében „Gaj” néven 97 házzal, 701 katolikus vallású lakossal találjuk. 1815-ben Gajra is átterjedt a szomszédos Poljanán a nélkülözések és a földesúri terhek miatt kitört jobbágylázadás. 1837-ben gróf Jankovich Izidor közbenjárására a település évente két vásár megtartására jogosító vásártartási jogot kapott.
1857-ben 495, 1910-ben 866 lakosa volt. 1910-ben a népszámlálás adatai szerint lakosságának 48%-a horvát, 32%-a magyar, 13%-a szlovák anyanyelvű volt. Pozsega vármegye Daruvári járásának része volt. Az első világháború után 1918-ban az új szerb-horvát-szlovén állam, majd később (1929-ben) Jugoszlávia része lett. 1991-ben lakosságának 77%-a horvát, 7%-a magyar, 6%-a szerb nemzetiségű volt. 2011-ben 324 lakosa volt.

## Lakossága
| Lakosság változása | Lakosság változása | Lakosság változása | Lakosság változása | Lakosság változása | Lakosság változása | Lakosság változása | Lakosság változása | Lakosság változása | Lakosság változása | Lakosság változása | Lakosság változása | Lakosság változása | Lakosság változása | Lakosság változása | Lakosság változása |
| ------------------ | ------------------ | ------------------ | ------------------ | ------------------ | ------------------ | ------------------ | ------------------ | ------------------ | ------------------ | ------------------ | ------------------ | ------------------ | ------------------ | ------------------ | ------------------ |
| 1857               | 1869               | 1880               | 1890               | 1900               | 1910               | 1921               | 1931               | 1948               | 1953               | 1961               | 1971               | 1981               | 1991               | 2001               | 2011               |
| 495                | 592                | 656                | 840                | 875                | 866                | 844                | 837                | 667                | 686                | 670                | 541                | 420                | 362                | 352                | 324                |

## Nevezetességei
Alexandriai Szent Katalin tiszteletére szentelt római katolikus plébániatemplomát 1800 és 1804 között építették az akkori kegyúr daruvári Jankovich Jánosné tolnai Festetics Alojzia grófnő (1763-1813) adományából késő barokk stílusban. Felszentelése 1821-ben történt. Egyhajós épület lekerekített szentéllyel, melynek északi oldalához emeletes sekrestye csatlakozik. A harangtornyot a nyugati főhomlokzat elé építették, az aljában kialakított előcsarnokon keresztül lehet belépni a templomba. A tornyot kettős pilaszterek díszítik, melyek a koszorú magasságáig érnek. Az oldalfalakat lizénák tagolják, melyek között mindkét oldalon két félköríves ablak található. A templom a második világháború idején a németek és a partizánok közötti harcokban súlyosan megsérült, sokáig tető nélkül állt. Teljes felújítása nemrég történt meg. Orgonája 12 regiszteres, J. Brandl maribori műhelyében építették 1923-ban. Az orgonaszekrény oromzatát Szent Cecília fába metszett alakja díszíti.
A templom közelében található a plébánia egyedülálló, emeletes épülete. A földszint északkeleti részét még a 18. században, valószínűleg a plébánia 1791-es alapításakor építették. A legrégebbi részt dongaboltozata különbözteti meg az épület többi részétől. Ezt 1810-ben Jankovich Alojzia grófnő költségén hozzáépítéssel és emeletráépítéssel bővítették.

## Gazdaság
A település lakói főként mezőgazdaságból élnek.

## Kultúra
A KUD Zeleni Gaj kulturális és művészeti egyesületet 1976-ban alapították. Az egyesületen belül három szekció, tamburazenekar, folklórcsoport és színjátszó csoport működik. Őrzik és ápolják a helyi és környékbeli népdalokat, néptáncokat, népszokásokat, népviseletet. Az egyesület 80 tagjából 35 aktív. Az évek során több országos rendezvényen, köztük a Zágrábi Nemzetközi Folklórszemlén léptek már fel, de szerepeltek Németországban, Magyarországon, Csehországban, Franciaországban is. Rendszeres szereplői a lipiki és pakráci rendezvényeknek. 2003-ban Gajon megnyitották az etnomúzeumot, ahol a helyi népviseletet, régi használati tárgyakat, a régi társadalmi életet mutatják be.
A település 200 éves hagyománya minden év január 17-én Szent Antal apát ünnepének megülése. Az ünnepi szentmise után a templom előtt állatvásárt rendeznek.

## Oktatás
A helyi tanulók a szomszédos Poljana elemi iskolájába járnak oktatásra.

## Egyesületek
A DVD Gaj önkéntes tűzoltóegyletet 1929-ben alapították.